# 段田男
段田 男（だんだ だん、1967年3月2日 - ）は、愛知県みよし市出身の演歌歌手。

## 来歴・人物
愛知県立東郷高等学校在籍中から地元名古屋のローカル番組に出場し、高校卒業後に作曲家・市川昭介に入門。文化放送のオーディション『決定!全日本歌謡選抜』第9回「全国ヤング選抜スターは君だ！！」の全国大会ファイナリストに選出され、審査員特別賞を受賞（ファイナリストには真璃子・森恵らがいた）。週刊明星の公募で20代OLが名付けた「段田男」の芸名で1986年に日本コロムビアよりシングル『玄界灘』でデビュー。日本歌謡大賞、日本有線大賞、横浜音楽祭など13の新人賞を受賞した。またフジテレビ『夕やけニャンニャン』にも準レギュラーとして出演した。
2枚のシングルと1枚のアルバムを発表した後、原因不明の精神・体調不良に見舞われ歌手活動を休業。1989年に所属事務所の社長から解雇を告げられ、芸能界を引退。実家に戻り家業である大工となり、そのかたわらで音声多重DVDカラオケのレコーディングなども行っていた。
大工と並行して2004年に豊田市にて歌謡教室を開講。かつての所属事務所の許諾を得て「段田男歌謡教室」とし、自宅や名古屋市緑区など4ヵ所で後進を育成、プロ歌手2名を輩出した。
また、2007年・2009年・2010年には愛知県安城市の七夕まつりのステージに出演し数曲を披露した。そのほか、本名で地元の高齢者介護施設等で歌を披露している。
2011年9月、東海地区でCMソング歌手として活動する横井則子とのデュエットを含むコラボCDを発売。
2013年9月13日放送の『爆報! THE フライデー』で、引退以来初めてテレビに出演した。
1990年から三好町の消防団に所属。その後消防団長に昇進、2019年3月末退任した。退任記念に自作の応援歌「進め！みよし市消防団」を発表した。
2020年には活動再開を表明し、YouTubeチャンネルを開設。新曲『一通の手紙』のプロモーションビデオを公開した。

## ディスコグラフィー

### シングル
- 『玄界灘』（作詞：吉田旺、作曲：市川昭介） - 1986年3月21日
- 『男華』（作詞：吉田旺、作曲：市川昭介） - 1987年2月21日

### アルバム
- 『男華』 - 1987年3月21日
  - 日本コロムビアの受注生産型音楽ソフト販売サービスオンデマンドCDで購入可能であった（2020年1月31日をもってサービス終了）。